# (7470) Jabberwock
(7470) Jabberwock es un asteroide perteneciente al cinturón de asteroides descubierto el 2 de mayo de 1991 por Takeshi Urata desde el Observatorio de Nihondaira, Shimizu-ku, Japón.

## Designación y nombre
Designado provisionalmente como 1991 JA. Fue nombrado  por el Jabberwock,  una criatura mítica protagonista del clásico poema absurdo Jabberwocky en el encantador cuento de Lewis Carroll A través del espejo y lo que Alicia encontró allí .

## Características orbitales
Jabberwock está situado a una distancia media del Sol de 2,288 ua, pudiendo alejarse hasta 2,439 ua y acercarse hasta 2,138 ua. Su excentricidad es 0,066 y la inclinación orbital 7,780 grados. Emplea 1264,44 días en completar una órbita alrededor del Sol.
Pertenece a la familia de asteroides de (4) Vesta.

## Características físicas
La magnitud absoluta de Jabberwock es 14,47. 